# 페니스 (이탈리아)

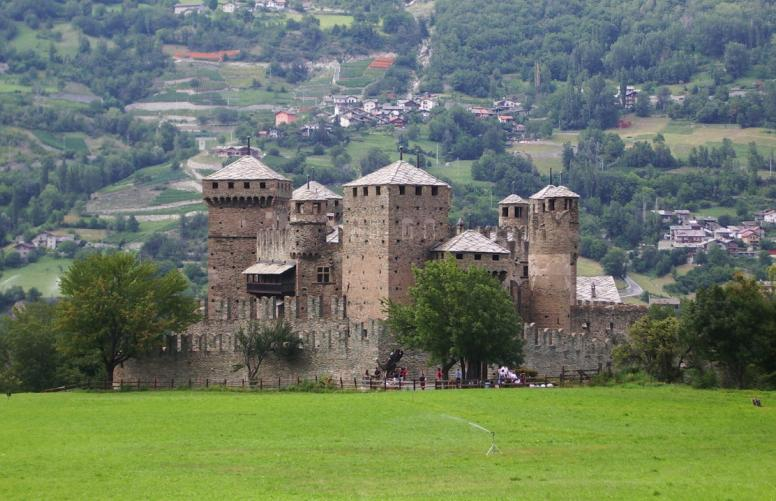

페니스(프랑스어: Fénis)는 이탈리아 북서부 발레다오스타주의 코무네이다. 총 면적은 68제곱킬로미터이며 고도는 541미터이다. 인구 수는 2004년 12월 31일 기준으로 1,617명이다.
잘 보존된 중세성 페니스성으로 특히 유명하다.